# Guangfa Securities Headquarters
Le Guangfa Securities Headquarters est un gratte-ciel en construction à Guangzhou en Chine. Il s'élèvera à 308 mètres. Son achèvement est prévu pour 2018. 